# Aristolochia malacophylla
Aristolochia malacophylla är en piprankeväxtart som beskrevs av Standley. Aristolochia malacophylla ingår i släktet piprankor, och familjen piprankeväxter. Inga underarter finns listade i Catalogue of Life.